# Royal Titles Act 1876

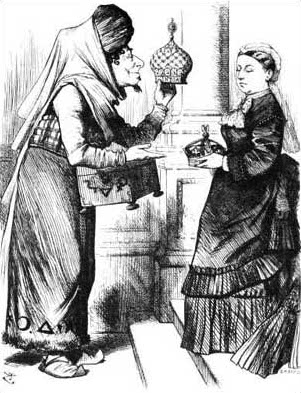
Carricature de Benjamin Disraeli faisant la Reine Victoria Impératrice des Indes

Le Royal Titles Act 1876 (loi de 1876 sur les titres royaux, en anglais) est une loi du Parlement du Royaume-Uni de Grande-Bretagne et d'Irlande qui autorise la reine Victoria à modifier sa titulature afin d'adjoindre à ses titres celui d'Impératrice des Indes.

## Application
Par une proclamation du 28 avril 1876, Victoria modifie sa titulature en ajoutant à ses titres celui d'Impératrice des Indes (en anglais : Empress of India ; en latin : Indiae Imperatrix).

## Suites
À la suite de Victoria, le titre d'Empereur des Indes (en anglais : Emperor of India ; en latin : Indiae Imperator) est porté par Édouard VII, George V, Édouard VIII et George VI.

## Abrogation
Par l'Indian Independence Act 1947, le Parlement autorise le roi George VI à modifier sa titulature afin d'en retirer le titre d'Empereur des Indes.
Par une proclamation du 22 juin 1948, George VI retire le titre d'Empereur des Indes de sa titulature.